# Élections régionales de 2024 en Sardaigne
Les élections régionales de 2024 en Sardaigne (en italien : Elezioni regionali in Sardegna del 2024) se tiennent le 25 février 2024 afin d'élire le président de la junte régionale et les 59 autres membres de la XIIe législature du conseil régional de Sardaigne pour un mandat de cinq ans.

## Contexte
Les élections régionales de 2019 donnent lieu à une alternance avec la victoire de la coalition de centre-droit menée par la Ligue. Christian Solinas, du Parti sarde d'action est élu président de la région, tandis que le Mouvement 5 étoiles au pouvoir au niveau national s'effondre.
Christian Solinas est impliqué dans deux enquêtes préliminaires pour abus de pouvoir et pour corruption, et a vu ses biens, ainsi que ceux de six autres suspects, être saisis pour une valeur globale de 350 000 euros. Il est surtout très critiqué pour avoir laissé à l’abandon les infrastructures de transport et les services de santé de l'ile.
La coalition de centre-droit remporte par la suite les élections parlementaires nationales de septembre 2022, portant la dirigeante du parti Frères d'Italie, Giorgia Meloni au poste de président du Conseil des ministres.

## Système électoral
La Sardaigne est une région italienne à statut spécial. Le conseil régional ainsi que son président sont élus simultanément pour cinq ans au suffrage universel direct. Les 59 conseillers sont élus au scrutin proportionnel plurinominal avec listes ouvertes, vote préférentiel et seuil électoral de 5 % dans huit circonscriptions de 2 à 20 sièges. Depuis décembre 2018, les électeurs ont la possibilité d'effectuer jusqu'à deux votes préférentiels afin de faire monter des candidats dans la liste qu'ils choisissent, à la condition que les deux préférences n'aillent pas à des candidats de même sexe, auquel cas seule la première est prise en compte. Le président est quant à lui élu au scrutin uninominal majoritaire à un tour. Il se présente obligatoirement en tant que candidat d'une liste en lice pour le conseil régional, ce qui interdit de fait les candidatures sans étiquettes.
La liste du président élu peut recevoir d'emblée une prime majoritaire égale à la moitié des sièges si celui ci réunit au moins 25 % des suffrages. La prime monte à 55 % des sièges pour un résultat entre 25 et 40 % des voix, et à 60 % s'il réunit plus de 40 % des voix. Les sièges restants sont ensuite repartis à la proportionnelle entre les différentes listes ayant franchi le seuil électoral, et à leurs candidats en fonction des votes préférentiels qu'ils ont recueillis. Le seuil de 5 % est élevé à 10 % pour les listes se présentant au sein d'une coalition. Par ailleurs, le candidat à la présidence arrivé en seconde position devient de droit membre du conseil, ce qui porte à 60 le total de conseillers.

### Répartition des sièges
| Carte                     | Circonscriptions | Sièges        | +/- |
| ------------------------- | ---------------- | ------------- | --- |
|                           | Cagliari         | 21            | 1   |
| Carbonia-Iglesias         | 3                | 1             |     |
| Medio Campidano           | 3                | 2             |     |
| Nuoro                     | 7                | 2             |     |
| Ogliastra                 | 1                | en stagnation |     |
| Olbia-Tempio              | 5                | 2             |     |
| Oristano                  | 7                | en stagnation |     |
| Sassari                   | 11               | 2             |     |
| Candidats à la présidence | 2                | en stagnation |     |
|                           |                  |               |     |
| Total                     | 60               | en stagnation |     |

### Modalités
L'électeur vote sur un même bulletin pour un candidat à la présidence et pour la liste d'un parti. Il a également la possibilité d'exprimer un vote préférentiel pour un candidat de son choix sur la liste en écrivant son nom. Contrairement à la plupart des autres régions italiennes, le mode de scrutin permet à l'électeur d'effectuer un vote disjoint (voto disgiunto) en votant pour un candidat à la présidence ainsi que pour une liste différente de celle le soutenant.

## Résultats
|                        |                        |            |            |                      |                                          |                                |         |         |               |               |               |       |  |  |
| Présidence             | Présidence             | Présidence | Présidence | Présidence           | Conseil                                  | Conseil                        | Conseil | Conseil | Conseil       | Conseil       | Conseil       | Total |  |  |
| Candidats              | Candidats              | Votes      | %          | Élus                 | Partis                                   | Partis                         | Votes   | %       | +/-           | Sièges        | +/-           | Total |  |  |
|                        | Alessandra Todde (M5S) | 334 160    | 45,39      | 1                    |                                          | Parti démocrate (PD)           | 95 285  | 13,80   | 0,33          | 11            | 3             |       |  |  |
|                        | Alessandra Todde (M5S) | 334 160    | 45,39      | 1                    | Mouvement 5 étoiles (M5S) (av. PG)       | 53 613                         | 7,77    | 1,97    | 7             | 1             |               |       |  |  |
|                        | Alessandra Todde (M5S) | 334 160    | 45,39      | 1                    | Alliance verts et gauche (AVS) (av. Pos) | 32 145                         | 4,66    | Nv.     | 4             | 4             |               |       |  |  |
|                        | Alessandra Todde (M5S) | 334 160    | 45,39      | 1                    | Liste civique unie (av. IiC)             | 27 422                         | 3,97    | Nv.     | 3             | 3             |               |       |  |  |
|                        | Alessandra Todde (M5S) | 334 160    | 45,39      | 1                    | Horizon partagé                          | 20 894                         | 3,04    | Nv.     | 3             | 3             |               |       |  |  |
|                        | Alessandra Todde (M5S) | 334 160    | 45,39      | 1                    | Liste commune PP-LB                      | 20 868                         | 3,02    | 0,15    | 3             | 1             |               |       |  |  |
|                        | Alessandra Todde (M5S) | 334 160    | 45,39      | 1                    | Gauche du futur                          | 20 574                         | 2,98    | Nv.     | 3             | 3             |               |       |  |  |
|                        | Alessandra Todde (M5S) | 334 160    | 45,39      | 1                    | Parti socialiste italien (PSI)           | 11 637                         | 1,69    | N/A     | 1             | 1             |               |       |  |  |
|                        | Alessandra Todde (M5S) | 334 160    | 45,39      | 1                    | Fortza Paris (FP)                        | 6 068                          | 0,88    | 0,74    | —             | 1             |               |       |  |  |
|                        | Alessandra Todde (M5S) | 334 160    | 45,39      | 1                    | Démocratie solidaire (DemoS) (av. CD)    | 4 692                          | 0,68    | Nv.     | —             | en stagnation |               |       |  |  |
| Total Centre-gauche    | Total Centre-gauche    | 334 160    | 45,39      | 1                    | 293 288                                  | 42,48                          | 2,68    | 35      | 12            | 36            |               |       |  |  |
|                        | Paolo Truzzu (FdI)     | 331 099    | 44,97      | 1                    |                                          | Frères d'Italie (FdI)          | 93 921  | 13,60   | 8,88          | 7             | 4             |       |  |  |
|                        | Paolo Truzzu (FdI)     | 331 099    | 44,97      | 1                    | Réformateurs sardes (RS)                 | 49 629                         | 7,19    | 2,11    | 3             | 1             |               |       |  |  |
|                        | Paolo Truzzu (FdI)     | 331 099    | 44,97      | 1                    | Forza Italia (FI)                        | 43 892                         | 6,36    | 1,68    | 3             | 2             |               |       |  |  |
|                        | Paolo Truzzu (FdI)     | 331 099    | 44,97      | 1                    | Sardegna20Venti (S20V) (av. IaC-NM)      | 37 950                         | 5,50    | 1,38    | 3             | en stagnation |               |       |  |  |
|                        | Paolo Truzzu (FdI)     | 331 099    | 44,97      | 1                    | Parti sarde d'action (PSd'Az)            | 37 341                         | 5,41    | 4,45    | 3             | 4             |               |       |  |  |
|                        | Paolo Truzzu (FdI)     | 331 099    | 44,97      | 1                    | Alliance sarde (av. PLI)                 | 28 203                         | 4,09    | Nv.     | 2             | 2             |               |       |  |  |
|                        | Paolo Truzzu (FdI)     | 331 099    | 44,97      | 1                    | Ligue (Lega)                             | 25 957                         | 3,76    | 7,64    | 1             | 7             |               |       |  |  |
|                        | Paolo Truzzu (FdI)     | 331 099    | 44,97      | 1                    | Union de centre (UdC)                    | 19 237                         | 2,79    | 0,98    | 1             | 2             |               |       |  |  |
|                        | Paolo Truzzu (FdI)     | 331 099    | 44,97      | 1                    | Démocratie chrétienne avec Rotondi (DCR) | 2 110                          | 0,31    | Nv.     | —             | en stagnation |               |       |  |  |
| Total Centre-droit     | Total Centre-droit     | 331 099    | 44,97      | 1                    | 338 240                                  | 48,99                          | 2,88    | 23      | 12            | 24            |               |       |  |  |
|                        | Renato Soru (PS)       | 63 666     | 8,65       | —                    |                                          | Projet Sardaigne (PS)          | 23 872  | 3,46    | Abs.          | —             | en stagnation |       |  |  |
|                        | Renato Soru (PS)       | 63 666     | 8,65       | —                    | Votez Sardaigne (IRS-ProgReS-ScS)        | 10 380                         | 1,57    | N/A     | —             | en stagnation |               |       |  |  |
|                        | Renato Soru (PS)       | 63 666     | 8,65       | —                    | Liste commune Az-+E-LDE-UPC (av. IV)     | 10 577                         | 1,53    | Nv.     | —             | en stagnation |               |       |  |  |
|                        | Renato Soru (PS)       | 63 666     | 8,65       | —                    | Libres                                   | 4 993                          | 0,72    | Nv.     | —             | en stagnation |               |       |  |  |
|                        | Renato Soru (PS)       | 63 666     | 8,65       | —                    | Parti de la refondation communiste (PRC) | 4 534                          | 0,66    | N/A     | —             | en stagnation |               |       |  |  |
| Total Coalition sarde  | Total Coalition sarde  | 63 666     | 8,65       | —                    | 54 806                                   | 7,99                           | Nv.     | 0       | en stagnation | 0             |               |       |  |  |
|                        | Lucia Chessa (RM)      | 7 261      | 0,99       | —                    |                                          | La Sardaigne R-Ésiste (av. RM) | 4 067   | 0,59    | N/A           | 0             | en stagnation | 0     |  |  |
|                        |                        |            |            |                      |                                          |                                |         |         |               |               |               |       |  |  |
| Votes valides          | Votes valides          | 736 186    | 97,17      |                      | Votes valides                            | Votes valides                  | 690 401 | 91,13   |               |               |               |       |  |  |
| Votes blancs et nuls   | Votes blancs et nuls   | 21 412     | 2,83       | Votes blancs et nuls | Votes blancs et nuls                     | 67 197                         | 8,87    |         |               |               |               |       |  |  |
| Total candidats        | Total candidats        | 757 598    | 100        | 2                    | Total partis                             | Total partis                   | 757 598 | 100     | –             | 58            | en stagnation | 60    |  |  |
| Abstentions            | Abstentions            | 690 155    | 47,67      |                      |                                          |                                |         |         |               |               |               |       |  |  |
| Inscrits/Participation | Inscrits/Participation | 1 447 753  | 52,33      |                      |                                          |                                |         |         |               |               |               |       |  |  |